# 崩平山
崩平山（くえんひらやま、くえのひらやま）は、大分県玖珠郡九重町にある山である。

## 概要
標高1,288.4m。日本山岳会東九州支部が選定した大分百山のひとつである。山頂からは由布岳・鶴見岳や九重連山が見え、かなり見晴らしがいい。山頂には放送・通信施設があるが、車道は標高約995m付近までであり、残りの約300m弱の高低差を徒歩で登山する必要がある。

## 玖珠テレビ・FM中継局・業務無線局
この中継局は標高が高いので、福岡県の福岡地方の一部や佐賀県東部の一部、山口県瀬戸内海沿岸部地域の一部にもテレビ・FM共に電波が届いている。隣の熊本県に電波が漏れないよう（スピルオーバー）、指向性が設定されている。また、九重連山北部一帯に対して見晴らしがきくため、警察庁や放送局の業務無線局が設置されている。
なお、大分放送のアナログ中継局は、全国民放テレビで初めてUHFで送信された局である。

### 地上デジタルテレビジョン放送送信設備
| リモコン 番号 | 放送局名         | チャンネル 番号 | 空中線 電力 | ERP | 放送対象地域 | 放送区域 内世帯数 | 運用開始日      |
| ------------- | ---------------- | --------------- | ----------- | --- | ------------ | ----------------- | --------------- |
| 1             | NHK 大分総合     | 15              | 10W         | 71W | 大分県       | 10,145世帯        | 2007年 12月10日 |
| 2             | NHK 大分教育     | 23              | 10W         | 71W | 全国         | 10,145世帯        | 2007年 12月10日 |
| 3             | OBS 大分放送     | 22              | 10W         | 68W | 大分県       | 10,145世帯        | 2007年 12月10日 |
| 4             | TOS テレビ大分   | 25              | 10W         | 68W | 大分県       | 10,145世帯        | 2007年 12月10日 |
| 5             | OAB 大分朝日放送 | 42              | 10W         | 68W | 大分県       | 10,145世帯        | 2007年 12月10日 |

### 地上アナログテレビジョン放送送信設備
| チャンネル 番号 | 放送局名         | 空中線 電力       | ERP                | 放送対象地域 | 放送区域 内世帯数 | 運用開始日     |
| --------------- | ---------------- | ----------------- | ------------------ | ------------ | ----------------- | -------------- |
| 27              | OAB 大分朝日放送 | 映像100W/ 音声25W | 映像620W/ 音声155W | 大分県       | 10,012世帯        | 1993年 10月1日 |
| 35              | TOS テレビ大分   | 映像100W/ 音声25W | 映像710W/ 音声175W | 大分県       | 10,009世帯        | 1971年 7月31日 |
| 50              | NHK 大分教育     | 映像100W/ 音声25W | 映像590W/ 音声145W | 全国         | 10,012世帯        | 1963年 10月1日 |
| 53              | NHK 大分総合     | 映像100W/ 音声25W | 映像590W/ 音声145W | 大分県       | 10,012世帯        | 1963年 10月1日 |
| 56              | OBS 大分放送     | 映像100W/ 音声25W | 映像590W/ 音声145W | 大分県       | 10,012世帯        | 1963年 10月1日 |

- 2011年7月24日アナログ放送終了。

### FMラジオ放送送信設備
| 周波数 （MHz） | 放送局名                    | 空中線 電力 | ERP | 放送対象地域 | 放送区域 内世帯数 | 運用開始日      |
| -------------- | --------------------------- | ----------- | --- | ------------ | ----------------- | --------------- |
| 82.3           | NHK 大分FM                  | 100W        | 85W | 大分県       | 13,050世帯        | 1969年 12月29日 |
| 89.3           | Air-Radio FM88 エフエム大分 | 100W        | 85W | 大分県       | 13,050世帯        | 1990年 10月20日 |

## 業務無線局
九重連山北部一帯に対して見晴らしがきくため、放送局だけでなく、国土交通省や警察庁の業務無線局が設置されている。警察庁無線中継所は1952年度（昭和27年度）から1953年度（昭和28年度）にかけて設置工事が行われ、運用開始は1953年12月15日であった。崩平山に設置された最初、ないしは極めて初期の無線局である。